# Халкиопов, Владимир Васильевич
Владимир Васильевич Халкиопов (9 ноября 1895 года, Москва — 4 апреля 1949 года, там же) — советский военный деятель, Полковник (1943 год).

## Начальная биография
Владимир Васильевич Халкиопов родился 9 ноября 1895 года в Москве.

## Военная служба

### Первая мировая и гражданская войны
В августе 1914 года был призван в ряды Русской императорской армии и направлен вольноопределяющимся 1-го разряда в 1-ю запасную артиллерийскую бригаду (Московский военный округ), а в октябре того же года направлен на учёбу в Казанское военное училище, после окончания которого в мае 1915 года был назначен на должность младшего офицера роты в составе Тифлисского 15-го гренадерского полка (Западный фронт). В августе того же года прапорщик Халкиопов в бою был ранен в ногу и контужен и попал в плен, после чего находился в лагере военнопленных в Австро-Венгрии.
В сентябре 1918 года Халкиопов был освобождён из плена по обмену военнопленных и в ноябре того же года вступил в ряды РККА, после чего был назначен на должность командира роты 46-го резервного рабочего полка Алексеевского района Москвы.
С марта 1919 года состоял в резерве штаба Московского военного округа и в июле назначен на должность командира взвода 3-го запасного батальона Московского военного округа. С сентября служил на должностях помощника начальника и начальника связи 16-го запасного батальона 8-й армии, с декабря на должностях командира взвода и начальника связи 3-го запасного стрелкового полка, а с октября 1920 года на должностях командира батальона и начальник полковой школы в составе 1-го Украинского стрелкового полка (Украинская запасная армия). Принимал участие в боевых действиях на Южном, Юго-Восточном и Кавказском фронтах.

### Межвоенное время
В июне 1921 года был назначен на должность командира батальона в образцовом полку (Харьковский военный округ), который вскоре был преобразован в 558-й стрелковый полк, в ноябре — на должность начальника хозяйственной части 34-го трудового батальона, а в апреле 1922 года — на должность командира роты в составе 427-го стрелкового полка (Украинский военный округ)
С августа 1922 года Халкиопов служил в 144-м стрелковом полку на должностях командира роты, помощника командира и командира батальона, начальника штаба полка и заместителя командира полка по строевой части. В октябре 1924 года был назначен на должность помощника начальника оперативной части штаба 2-го стрелкового корпуса, в сентябре 1927 года — на должность помощника начальника 2-го отдела, а затем — на должность начальника 1-го сектора этого отдела штаба Московского военного. Владимир Васильевич Халкиопов в мае 1931 года был уволен в запас.
В сентябре 1939 года был повторно призван в ряды РККА и назначен на должность помощника начальника 1-го отдела штаба 23-го стрелкового корпуса, после чего принимал участие в боевых действиях в ходе советско-финской войны.
После окончания Военной академии имени М. В. Фрунзе в марте 1941 года был назначен на должность помощника начальника оперативного отдела штаба 40-го стрелкового корпуса (Закавказский военный округ).

### Великая Отечественная война
С началом войны Халкиопов находился на прежней должности и в июле 1941 года был назначен на должность начальника оперативного отдела штаба этого же корпуса, на базе которого вскоре была сформирована 44-я армия (Закавказский фронт). В августе был назначен на должность начальника оперативного отдела штаба этой же армии, после чего принимал участие в операции по вводу войск на территорию Ирана. В октябре армия была передислоцирована в район Махачкалы, а в ноябре — на Черноморское побережье в район Анапы, после чего принимал участие в ходе Керченско-Феодосийской десантной операции, во время которой освободила Керченский полуостров и Феодосию, а затем в боевых действиях на полуострове, а в мае отступила к Керчи, а затем эвакуировалась на Таманский полуостров. В августе 1942 года был назначен на должность заместителя начальника оперативного отдела штаба Закавказского фронта.
В августе 1943 года был назначен на должность начальника штаба 13-го стрелкового корпуса, а с 25 апреля по 8 мая 1944 года Халкиопов временно командовал корпусом. Корпус принимал участие в боевых действиях во время Новороссийско-Таманской наступательной и Керченско-Эльтигенской десантной операций, а затем в Житомирско-Бердичевской, Проскуровско-Черновицкой, Львовско-Сандомирской, Восточно-Карпатской, Западно-Карпатской, Моравско-Остравской и Пражской наступательных операциях. За отличие, проявленное в этих операциях, полковник Владимир Васильевич Халкиопов был награждён орденом Красного Знамени.

### Послевоенная карьера
После окончания войны находился на прежней должности.
В апреле 1946 года был назначен на должность начальника штаба 13-го стрелкового корпуса (Тбилисский военный округ), в мае того же года — на должность преподавателя, а затем — на должность старшего преподавателя по оперативно-тактической подготовке — тактического руководителя группы в Военной академии имени М. В. Фрунзе.
Полковник Владимир Васильевич Халкиопов умер 4 апреля 1949 года в Москве.

## Награды
- Орден Красного Знамени;
- Два ордена Красной Звезды;
- Медали.